# Catawissa
Catawissa és una població dels Estats Units a l'estat de Pennsilvània. Segons el cens del 2000 tenia 1.589 habitants.

## Demografia
Segons el cens del 2000, Catawissa tenia 1.589 habitants, 710 habitatges, i 428 famílies. La densitat de població era de 1.136,1 habitants per quilòmetre quadrat.
Dels 710 habitatges en un 27,3% hi vivien nens de menys de 18 anys, en un 42,5% hi vivien parelles casades, en un 14,1% dones solteres, i en un 39,7% no eren unitats familiars. En el 35,4% dels habitatges hi vivien persones soles el 20,3% de les quals corresponia a persones de 65 anys o més que vivien soles. El nombre mitjà de persones vivint en cada habitatge era de 2,23 i el nombre mitjà de persones que vivien en cada família era de 2,89.
Per edats la població es repartia de la següent manera: un 24,2% tenia menys de 18 anys, un 8,1% entre 18 i 24, un 26,9% entre 25 i 44, un 20,4% de 45 a 60 i un 20,5% 65 anys o més.
L'edat mediana era de 38 anys. Per cada 100 dones de 18 o més anys hi havia 75,7 homes.
La renda mediana per habitatge era de 30.262 $ i la renda mediana per família de 37.292 $. Els homes tenien una renda mediana de 30.987 $ mentre que les dones 21.210 $. La renda per capita de la població era de 16.154 $. Entorn de l'11,8% de les famílies i el 15,9% de la població estaven per davall del llindar de pobresa.

## Poblacions més properes
El següent diagrama mostra les poblacions més properes.